# Tralee Dynamos AFC
Tralee Dynamos AFC is een Ierse voetbalclub uit Tralee, County Kerry.
De club werd in 1961 opgericht en begon in de Limerick Desmond League. In 1971 ging de club in de Kerry District League spelen. De club speelt haar thuiswedstrijden in het Cahermoneen-stadion. Tralee Dynamos kwam tussen 2009 en 2011 uit in het A Championship, het derde Ierse niveau. Toen die competitie werd opgeheven, keerde de club terug in de Kerry District League.